# RECOVER
RECOVER ist ein Kommandozeilenprogramm. Es wurde mit MS-DOS und PC DOS bis zur Version 5 geliefert. Das Programm ermöglicht eine primitive Wiederherstellung defekter Dateisysteme.

## Anwendung
Können Verzeichniseinträge wie Dateien oder Ordner einer Partition nicht mehr eingelesen werden und kann das Dateisystem als unwiderruflich korrupt betrachtet werden, soll RECOVER.COM beziehungsweise RECOVER.EXE (je nach DOS-Version) Hilfe leisten können. Voraussetzung ist, dass die FAT selbst noch einigermaßen in Ordnung ist.
Dabei werden allfällig vorhandene Unterverzeichnisse und das Hauptverzeichnis entfernt. Dann werden im Hauptverzeichnis neue Dateien mit Namen wie FILE0001.REC anhand der FAT-Clusterketten im Hauptverzeichnis angelegt. Dabei werden beschädigte Sektoren – sofern nicht bereits geschehen – entsprechend markiert und übersprungen.
Recover konnte bei falschem Einsatz massiven Schaden anrichten und ein System unbrauchbar machen.
In DOS 5 wurde eine weitere Funktion eingebaut, durch die es möglich war, RECOVER eine bestimmte Datei zu übergeben. Dabei werden die Sektoren dieser Datei anhand der FAT-Clusterkette überprüft. Bei Vorliegen beschädigter Sektoren wird die Datei entsprechend gekürzt.